# Colonne de Marie (Český Krumlov)

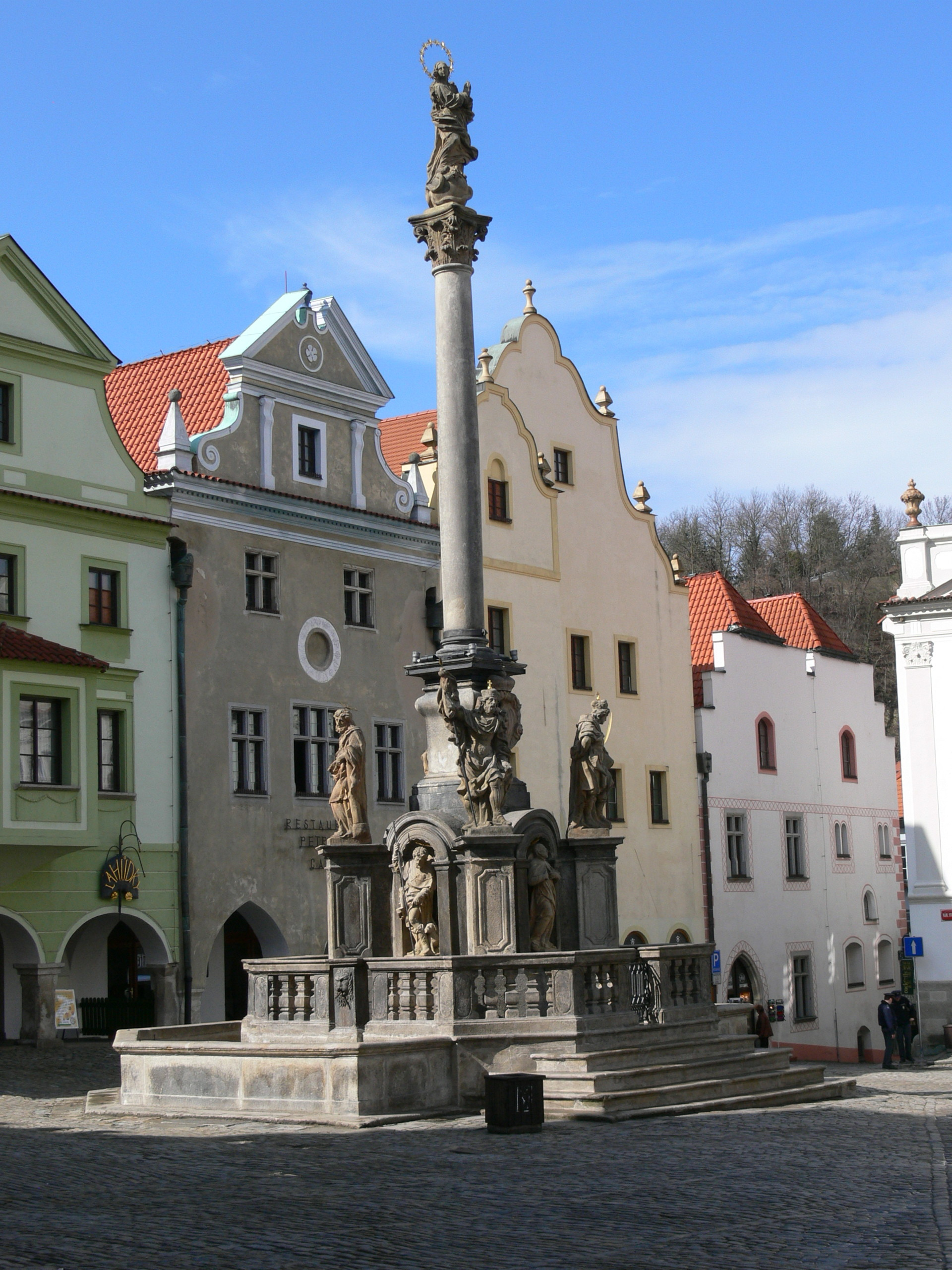
Colonne mariale à eský Krumlov

La colonne de Marie ou colonne mariale de Český Krumlov (en allemand Krummau), une ville de la région de Bohême du Sud en République tchèque, a été construite en 1716. La colonne mariale de la place du marché est un monument culturel protégé depuis 1958.

## Histoire et description
Cette colonne de la peste est dédiée à Notre-Dame, érigée en Vierge de l'Apocalypse à l'enfant sur une haute colonne corinthienne. Des saints importants du royaume de Bohême sont représentés sur la base. La fontaine entourant la colonne a été mentionnée pour la première fois dans les règlements de protection contre les incendies et de police publiés par Johann I. von Rosenberg en avril 1388.

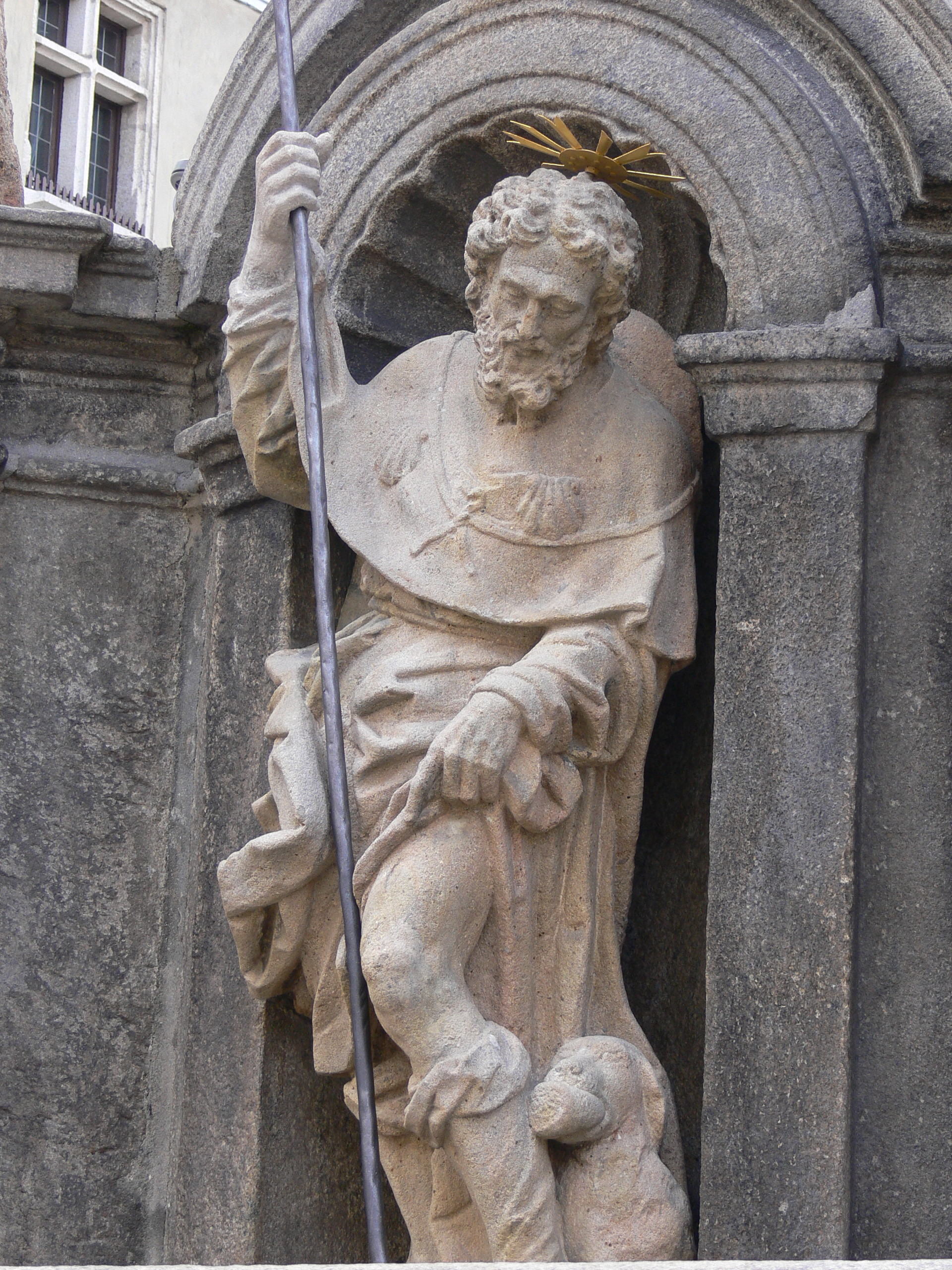
Saint-Roch
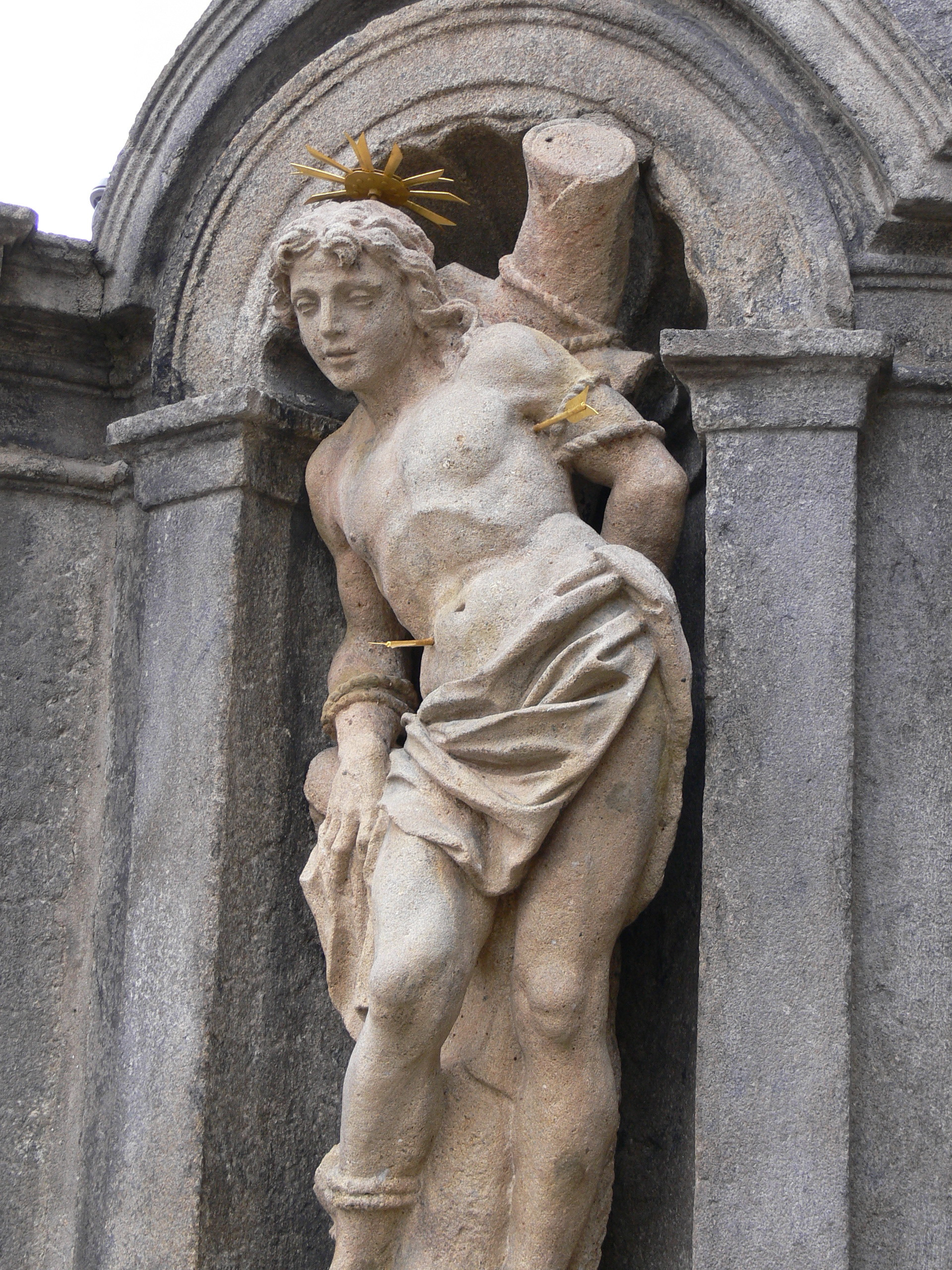
Saint Sébastien
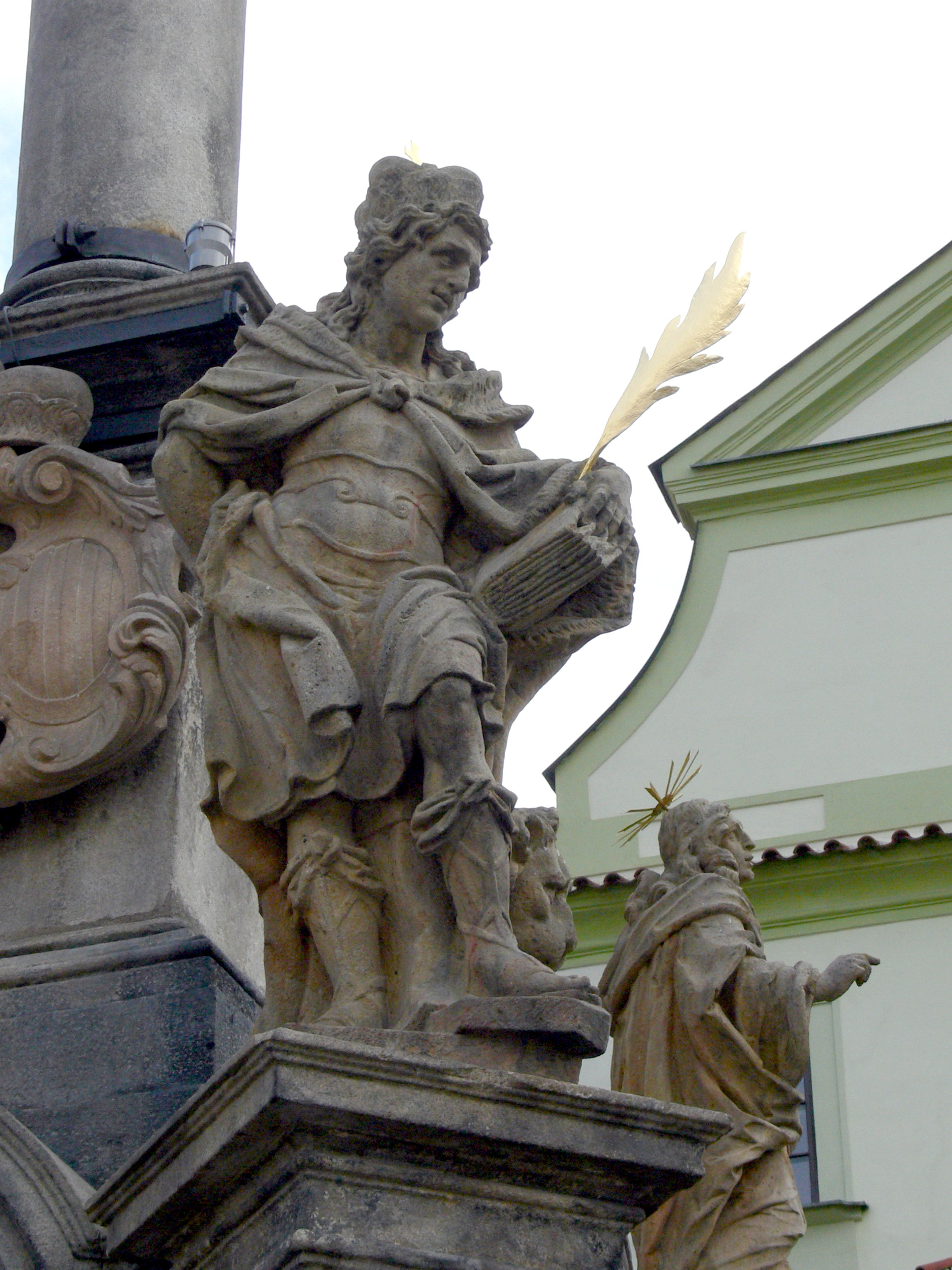
Saint-Guy
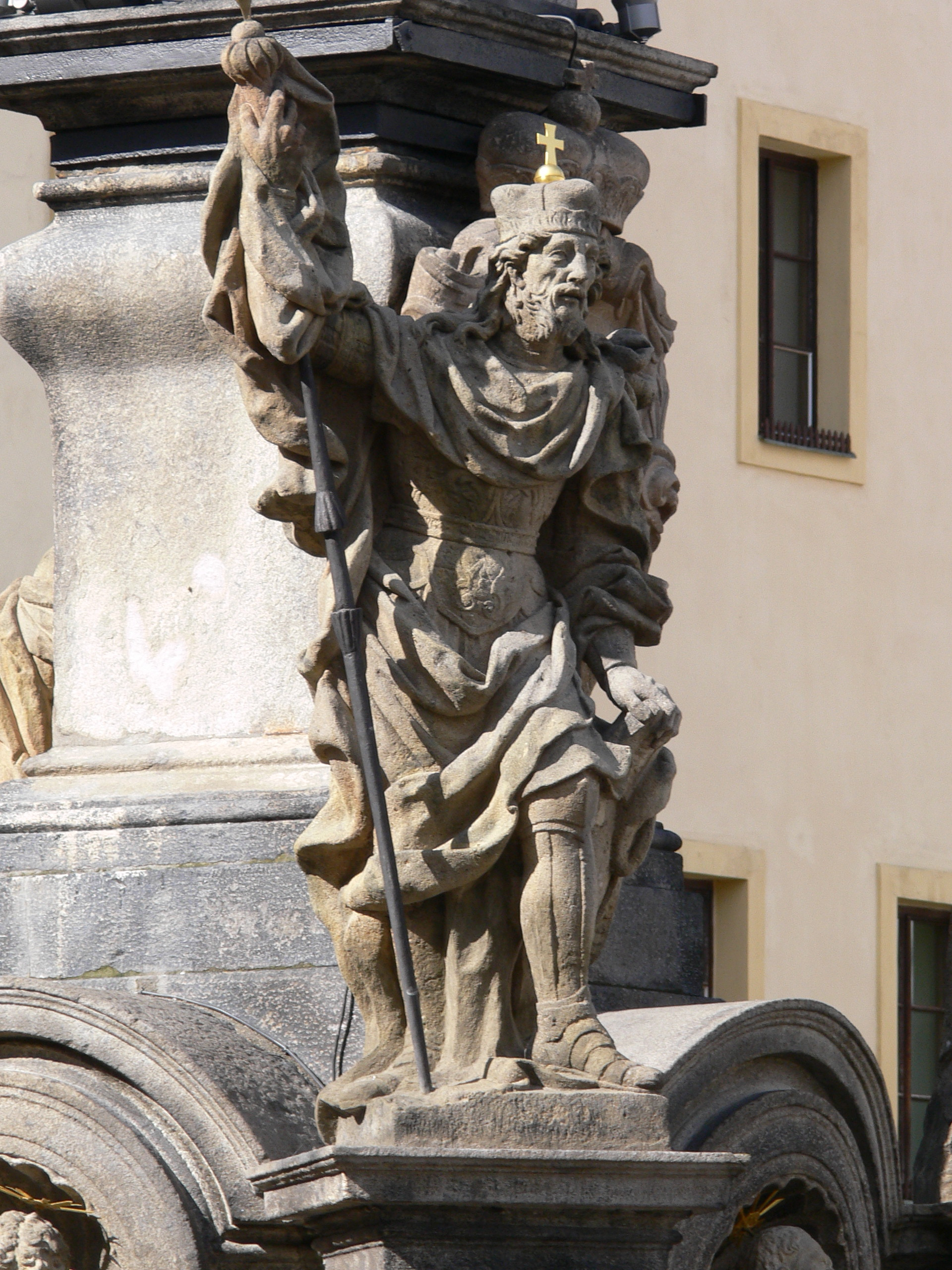
Saint-Venceslas

## Littérature
- Baedeker République tchèque. 6e Édition, Ostfildern 2014,  (ISBN 978-3-8297-1474-7), page 210.